# Lake View (Karolina Południowa)
Lake View – miasto w Stanach Zjednoczonych, w stanie Karolina Południowa, w hrabstwie Dillon.